# René Arnoux
René Arnoux (ur. 4 lipca 1948 w Grenoble) – kierowca wyścigowy, w latach 1978-1989 ścigał się w Formule 1.

## Życiorys
Arnoux dołączył do zespołu Renault w 1979, gdzie pozostał 3 lata. Z tego okresu pamiętana jest głównie walka jaką przeprowadził z Gilles’em Villeneuve’em o drugie miejsce w Grand Prix Francji w 1979 na torze Circuit Dijon-Prenois. Walka była tak spektakularna, że przyćmiła fakt zdobycia pierwszej wygranej dla Renault przez Jeana-Pierre'a Jabouille’a. W 1982 Arnoux był zdecydowanie numerem 2 w zespole przy wschodzącej gwieździe Alaina Prosta. W 1983 Arnoux dołączył do konkurencyjnego Ferrari. W tym sezonie wygrał trzy wyścigi: Grand Prix Kanady, Grand Prix Niemiec i Grand Prix Holandii. Po obiecującym sezonie pozostał we włoskim zespole, jednakże znowu został przyćmiony przez młodego kolegę z zespołu – tym razem był to Michele Alboreto. Arnoux nadal jeździł osiągając drobne sukcesy. W tajemniczych okolicznościach został odsunięty od pozycji kierowcy wyścigowego przed GP Brazylii. Do końca sezonu nie miał już okazji na pokazanie swoich umiejętności. Od nowego sezonu ścigał się dla Ligiera. Jeździł dla nich do 1989 po czym zakończył swoją karierę.